# Вернер Херцог ест свою туфлю
«Вернер Херцог ест свою туфлю» (англ. Werner Herzog Eats His Shoe) — 20-минутный неигровой фильм американца Леса Бланка (1980) о том, как режиссёр Вернер Херцог исполнил обещание съесть собственную обувь в случае завершения Эрролом Моррисом затянувшейся работы над документальной лентой «Врата рая» (которую он снимал по совету Херцога).
Херцог вывешивает в Беркли объявления о том, что перед вечерней премьерой «Ворот неба» в местном кинотеатре состоится публичный сеанс поедания обуви, на протяжении нескольких часов варит в кастрюле осенние кожаные ботинки, а затем столь же методично поедает их, сдабривая «блюдо» приправами, перед собравшейся в зале публикой. Всё это сопровождается рассуждениями о важности исполнения данных себе обещаний (как бы глупы они ни казались), о необходимости время от времени совершать нелепые со стороны поступки, о том, что режиссёр — своего рода добытчик, поставляющий человечеству новые образы, и о том, что без соответствующей их сознанию образности люди вымрут как динозавры.